# Sérignan-du-Comtat
Ne doit pas être confondu avec Sérignan.
Sérignan-du-Comtat est une commune française, située dans le département de Vaucluse en région Provence-Alpes-Côte d'Azur.

## Géographie
Le village de Sérignan-du-Comtat est situé au nord du département de Vaucluse dans le canton de Bollène.
Les communes limitrophes sont Camaret-sur-Aigues, Lagarde-Paréol, Orange, Sainte-Cécile-les-Vignes, Travaillan, Uchaux et Piolenc.
|        | Lagarde-Paréol     | Sainte-Cécile-les-Vignes |
| Uchaux | Sérignan-du-Comtat | Travaillan               |
| Orange |                    | Camaret-sur-Aigues       |

### Accès et transports
La commune est desservie depuis le nord par les routes départementales 65 et 976. Cette dernière, entrée au nord-est, traverse la commune par le bourg pour repartir vers le sud-ouest. La route départementale 172 arrive de l'ouest, tout comme la 43 qui après avoir traversé le bourg repart en direction du sud.
GR de pays du massif d'Uchaux au nord-ouest de la commune.
L'autoroute la plus proche est l'autoroute A7.

### Sismicité
Les cantons de Bonnieux, Apt, Cadenet, Cavaillon, et Pertuis sont classés en zone Ib (risque faible). Tous les autres cantons du département de Vaucluse sont classés en zone Ia (risque très faible). Ce zonage correspond à une sismicité ne se traduisant qu'exceptionnellement par la destruction de bâtiments.

### Relief et géologie

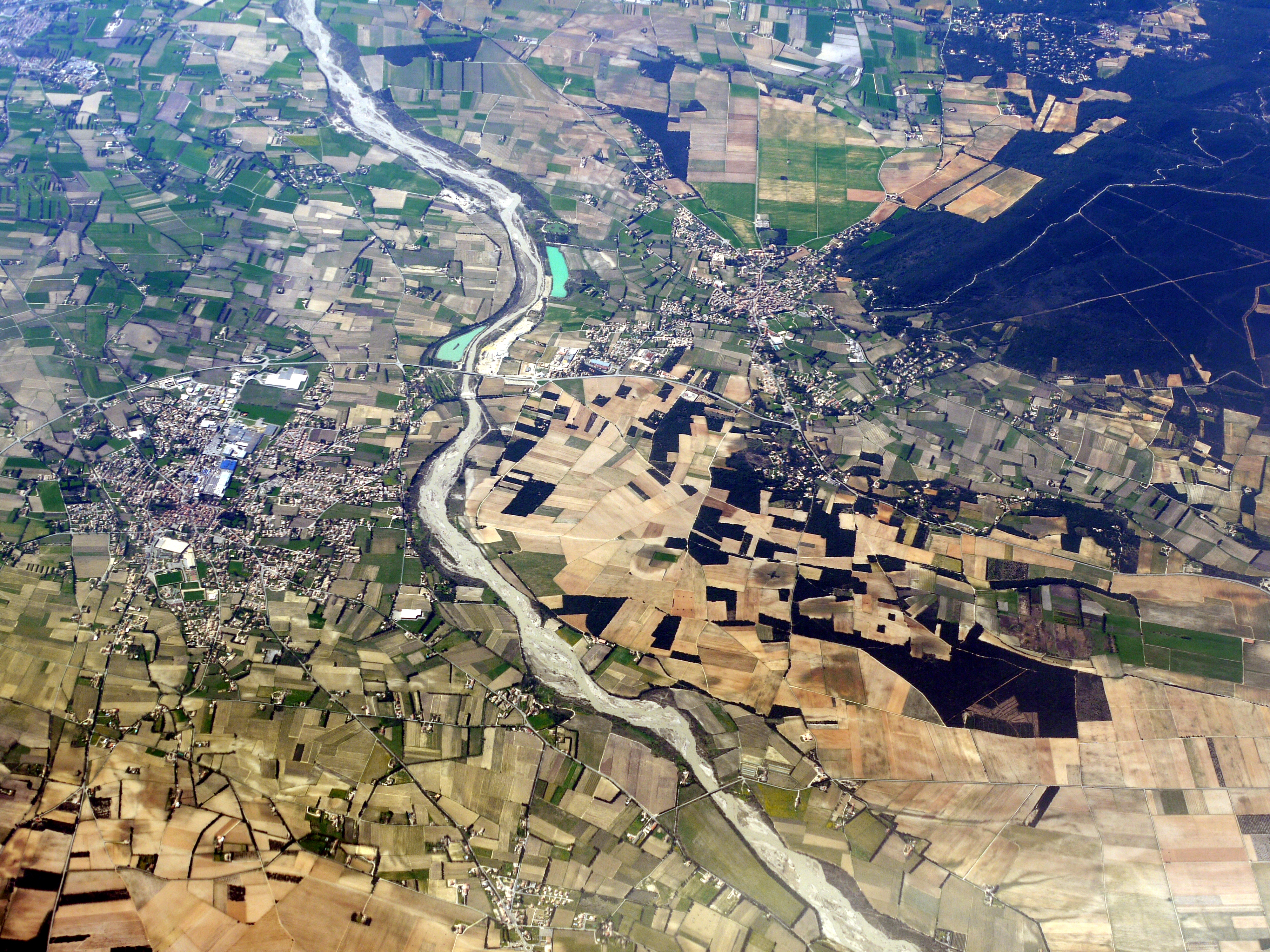
Vue aérienne du terroir de Camaret et Sérignan-du-Comtat.

La partie sud-est de la commune, ainsi que la partie centrale, sont composées de plaines alluvionnaires (quaternaire). La partie ouest de la commune quant à elle correspond aux flancs est du massif d'Uchaux où se trouve le Bois de la Montagne. Enfin, la partie est est composée de diverses élévations de faibles hauteurs (91 mètres d'altitude au plus haut, au niveau du cros de la Meunière).
Le point le plus bas, soit 53 mètres d'altitude, se trouve dans le lit de l'Aigue, à l'extrême sud-ouest, et le point le plus haut, 240 mètres d'altitude, à l'extrême nord-ouest et en bordure de commune.

### Hydrographie
Le Béal coupe la commune en deux sur un axe nord-sud pour se jeter dans l'Aygue en bordure de commune avec la commune de Camaret.

### Climat
Pour des articles plus généraux, voir Climat de Provence-Alpes-Côte d'Azur et Climat de Vaucluse.
En 2010, le climat de la commune est de type climat méditerranéen franc, selon une étude du Centre national de la recherche scientifique s'appuyant sur une série de données couvrant la période 1971-2000. En 2020, Météo-France publie une typologie des climats de la France métropolitaine dans laquelle la commune est exposée à un climat méditerranéen et est dans la région climatique  Provence, Languedoc-Roussillon, caractérisée par une pluviométrie faible en été, un très bon ensoleillement (2 600 h/an), un été chaud (21,5 °C), un air très sec en été, sec en toutes saisons, des vents forts (fréquence de 40 à 50 % de vents > 5 m/s) et peu de brouillards. 
Pour la période 1971-2000, la température annuelle moyenne est de 14 °C, avec une amplitude thermique annuelle de 17,5 °C. Le cumul annuel moyen de précipitations est de 752 mm, avec 5,7 jours de précipitations en janvier et 3,1 jours en juillet. Pour la période 1991-2020, la température moyenne annuelle observée sur la station météorologique de Météo-France la plus proche, « Orange », sur la commune d'Orange à 6 km à vol d'oiseau, est de 14,8 °C et le cumul annuel moyen de précipitations est de 719,6 mm. 
La température maximale relevée sur cette station est de 42,7 °C, atteinte le 22 août 2023 ; la température minimale est de −14,5 °C, atteinte le 10 février 1956,,. 
Les paramètres climatiques de la commune ont été estimés pour le milieu du siècle (2041-2070) selon différents scénarios d'émission de gaz à effet de serre à partir des nouvelles projections climatiques de référence DRIAS-2020. Ils sont consultables sur un site dédié publié par Météo-France en novembre 2022.

## Urbanisme

### Typologie
Au 1er janvier 2024, Sérignan-du-Comtat est catégorisée bourg rural, selon la nouvelle grille communale de densité à sept niveaux définie par l'Insee en 2022.
Elle appartient à l'unité urbaine de Sérignan-du-Comtat, une unité urbaine monocommunale constituant une ville isolée,. Par ailleurs la commune fait partie de l'aire d'attraction d'Orange, dont elle est une commune de la couronne,. Cette aire, qui regroupe 10 communes, est catégorisée dans les aires de 50 000 à moins de 200 000 habitants,.

### Occupation des sols
L'occupation des sols de la commune, telle qu'elle ressort de la base de données européenne d’occupation biophysique des sols Corine Land Cover (CLC), est marquée par l'importance des territoires agricoles (64,5 % en 2018), en diminution par rapport à 1990 (69 %). La répartition détaillée en 2018 est la suivante : 
cultures permanentes (46,2 %), forêts (25,4 %), zones agricoles hétérogènes (18,3 %), zones urbanisées (7,3 %), espaces ouverts, sans ou avec peu de végétation (2,8 %). L'évolution de l’occupation des sols de la commune et de ses infrastructures peut être observée sur les différentes représentations cartographiques du territoire : la carte de Cassini (XVIIIe siècle), la carte d'état-major (1820-1866) et les cartes ou photos aériennes de l'IGN pour la période actuelle (1950 à aujourd'hui).

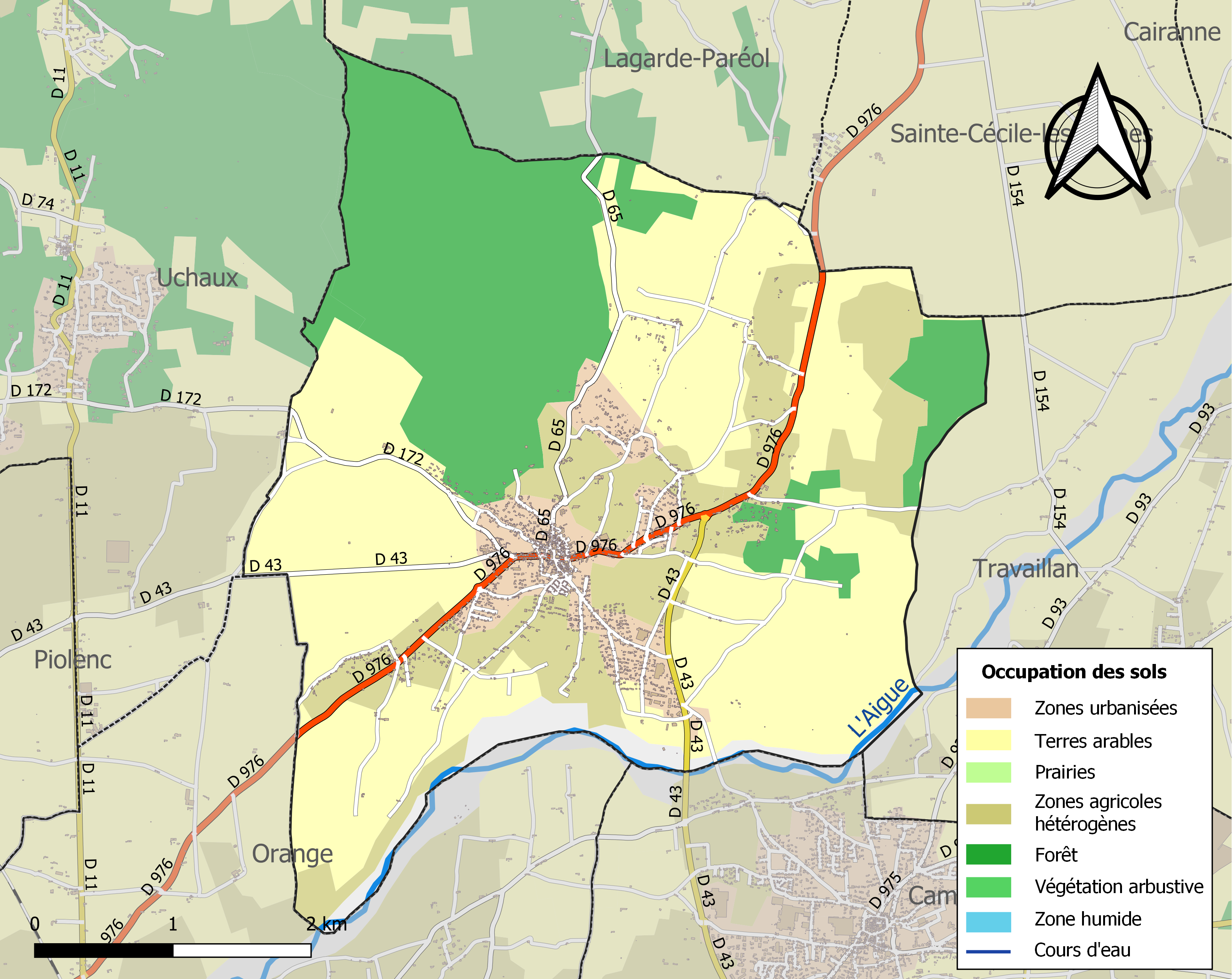
Carte des infrastructures et de l'occupation des sols de la commune en 2018 (CLC).

## Histoire

### Préhistoire et Antiquité
La présence de l'Homme sur la commune de Sérignan-du-Comtat est ancienne puisque, grâce aux découvertes qui y ont été faites (racloirs, silex, couteaux, objet divers…), une occupation préhistorique a été avérée. Celle-ci s'est faite sur un rocher émergeant de l'eau, qui devient ainsi le point de départ de l'histoire de Sérignan.
C'est vers le VIe siècle avant notre ère que les Phocéens et les Grecs s'installent dans la région. Vient ensuite l'occupation romaine qui a duré près de cinq siècles et a été marquée par toute une série de grands travaux importants pour l'avenir du village : terres défrichées, marais asséchés, canaux creusés (Béal), carrières de pierres créées au nord-est. C'est ainsi que de nombreuses caves voûtées datant de cette époque ont été retrouvées dans le vieux village et en particulier « au château ».

### Moyen Âge

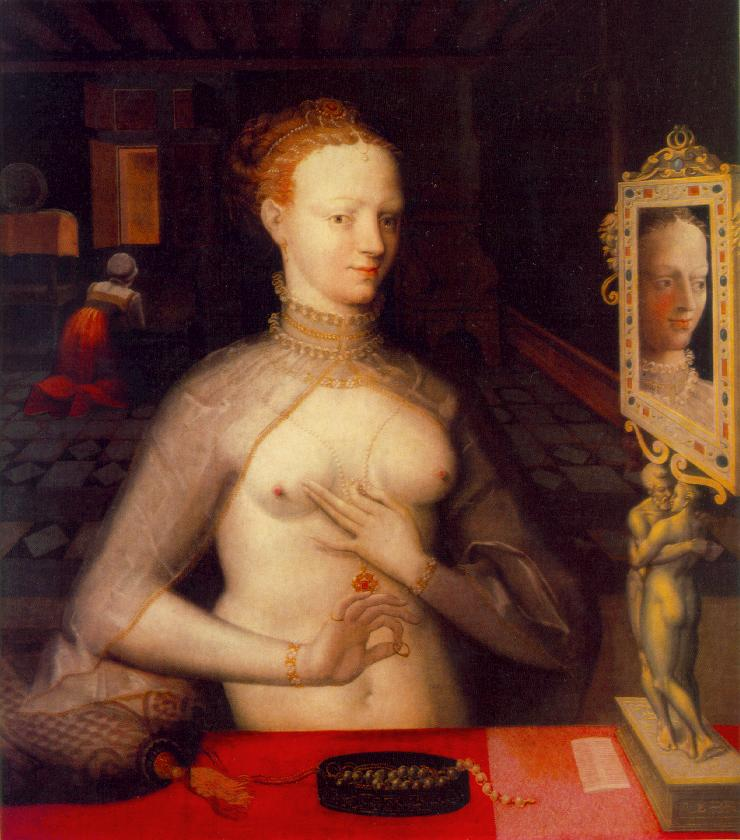
Diane de Poitiers, baronne de Sérignan, en Comtat Venaissin.

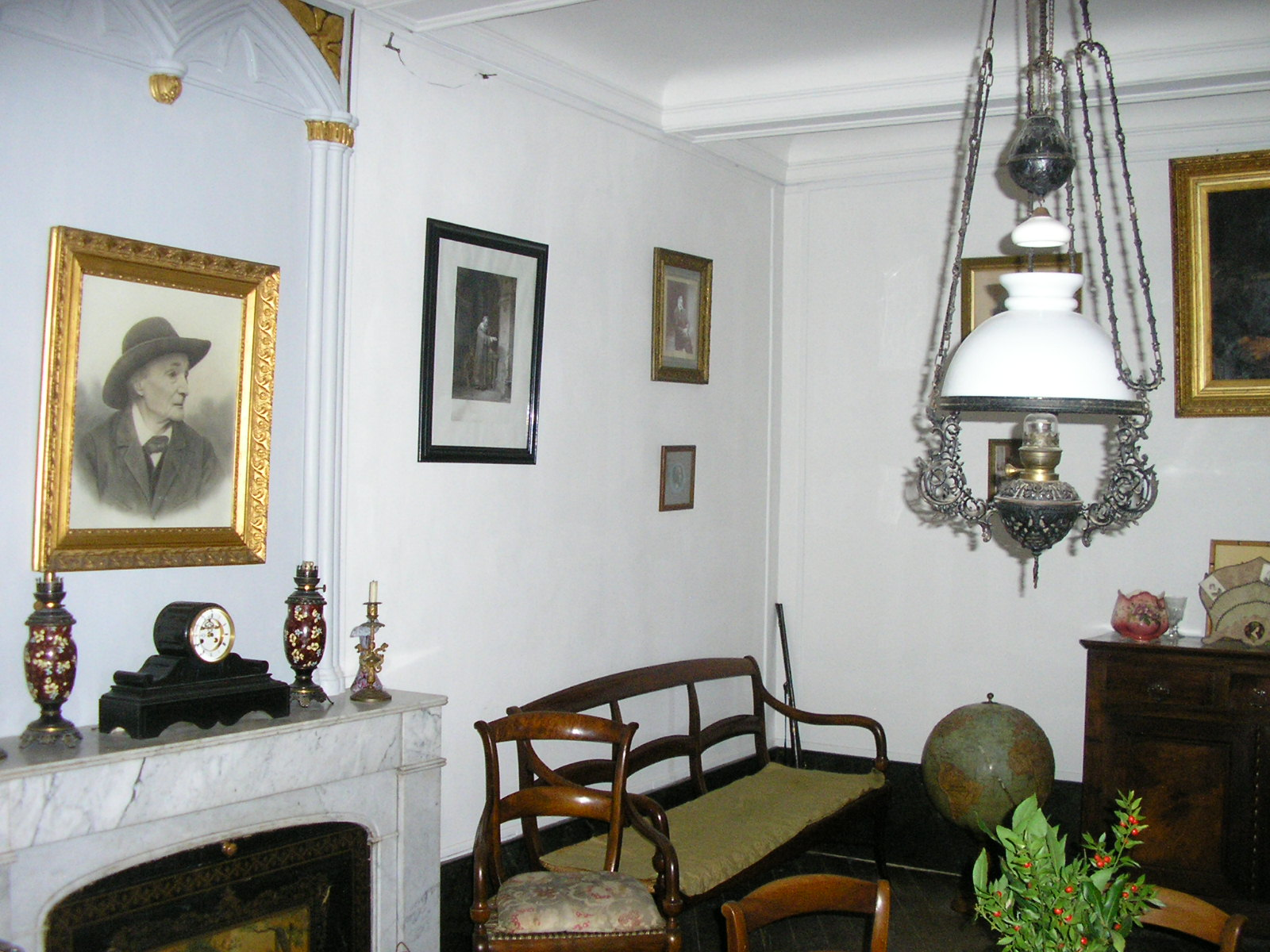
Salle à manger de l'Harmas de Jean-Henri Fabre.

En 1237, Raymond VII de Toulouse donne en fief un château à Raymond Ier des Baux, qui en rendit ensuite hommage à son successeur Alphonse de Poitiers en 1253.
Ce fut en 1323 que Raymond V des Baux céda son droit d'albergue à la commune de Sérignan qui, en contrepartie, s'engagea à lui faire construire une maison contre le rempart. Vers 1346, Guillaume d'Orange fut seigneur de Camaret et de Sérignan. Noble et puissant, Jean de Baux, sire de Camaret et de Sérignan eut à son service comme juge ordinaire de ses deux terres, en 1369, un noble bachelier, originaire d'Orange, Bérenger Sadoyrani, juge d'Arles (1372) et de Sisteron (1387).

### Les Hospitaliers
En 1215, la maison d'Orange donne à l'ordre de Saint-Jean de Jérusalem des biens sur Sérignan. Ce legs est confirmé, un an après, par Frédéric II, roi des Romains et de Sicile.

### Renaissance
En 1512, le baron de Sérignan est le seigneur de Saint-Vallier, Jean de Poitiers, père de Diane, favorite du roi Henri II. Diane de Poitiers séjourna au château du 26 juin au 6 juillet 1565, elle avait alors 65 ans. Cette baronnie passa ensuite aux Lamarck, puis aux comtes d'Egmont qui en étaient encore seigneurs à la Révolution.

### Période moderne
Au cours du XVIIe et XVIIIe siècles, le village continue son évolution hors des murs. Ces extensions sont entourées de muraillons, sortes de murailles pas très hautes, dont certains, à l'état de vestiges, sont encore visibles aujourd'hui. C'est au XVIIIe siècle que les grands équipements sont construits sur la commune :
– en 1747, l'hôpital rue du Moulin ;
– la nouvelle église entre 1757 et 1765 ;
– la mairie entre 1725 et 1726.
La première maison de ville, devenue après la Révolution la mairie, se trouvait autrefois « au château ».
Le village a ensuite fait partie du district d'Avignon lors de la réunion du Comtat à la France en 1791, puis au département des Bouches-du-Rhône en 1792, et enfin celui de Vaucluse en 1793.

### Période contemporaine
Concernant les équipements, c'est dans le courant du XIXe siècle que l'école des filles fut créée (entre 1853 et 1854), puis celle des garçons (entre 1854 et 1856). C'est également au cours de ce siècle que le lavoir, route de Camaret-sur-Aigues, fut édifié (1848), et que celui du Grand Béal qui existait déjà, fut reconstruit (1865). Enfin, l'usine de soie sur la route de Sainte-Cécile-les-Vignes est créée en 1857 et l'Harmas de Jean-Henri Fabre est acheté en 1879 par l'entomologiste.
Par la suite le village n'a cessé de s'étendre et de nouvelles extensions sont visibles en particulier à l'est du village, sur la route de Sainte-Cécile-les-Vignes, et au sud de manière plus récente, les nouvelles habitations prenant la forme de lotissement.

### Jumelages
En avril 1987, Sérignan s'est jumelée avec Ferentillo, au pays de l'Ombrie en Italie, située au nord de Rome à 20 km de Terni, Ferentillo est un des plus beaux pays de la "Valnerina" typiquement médiéval, les origines du pays remontent au IVe siècle avec l'abbaye de "Saint Pietro in Valle" connue dans le monde entier ainsi que le musée des momies dans l'église de "Saint Stéfano", la cascade de Marmore".

### Héraldique
| Blason de Sérignan-du-Comtat | Les armes peuvent se blasonner ainsi : De gueules à la lettre S capitale d'argent, accompagnée de six besants du même ordonnés en orle, au chef échiqueté de gueules et d'argent de trois tires. |

## Toponymie
Les formes les plus anciennes sont Serinano, attestée en 1138, puis Serinna 1150. Elles dérivent ensuite en Serignani (1216), Serihanum (1319) et Serignan (1491). Ces toponymes suggèrent le nom d'un homme latin Serenius avec le suffixe -acum.

## Politique et administration

### Liste des maires
| Période                                  | Période       | Identité                  | Étiquette | Qualité |
| ---------------------------------------- | ------------- | ------------------------- | --------- | --- |
| septembre 1830                           | décembre 1836 | Alexandre de La Perrotine |           | Général en retraite |
| Les données manquantes sont à compléter. |               |                           |           | |
| 1925                                     | 1929          | Pierre de Loye            |           | |
| 1929                                     | 1935          | Régis Blanc               |           | |
| 1935                                     | 1944          | Louis Bergier             |           | |
| 1944                                     | 1945          | Henri Bergier             |           | |
| 1945                                     | 1967          | Gildas Ferrand            |           | Ancien militaire |
| 1967                                     | mars 1977     | Augustin Henry            |           | Charcutier |
| mars 1977                                | mars 1989     | Mathilde Duffrène         |           | Receveuse des PTT |
| mars 1989                                | mars 2001     | Guy Morel                 |           | Agent EDF |
| mars 2001                                | mars 2008     | Jean Collado              | DVG       | Professeur des écoles |
| mars 2008                                | mars 2014     | Jacques Buschiazzo        | PS        | Retraité de la fonction publique |
| mars 2014                                | En cours      | Julien Merle              | DVD       | Cadre Vice-président de la CC Aygues Ouvèze en Provence (2014 →2020 ) Président de la CC Aygues Ouvèze en Provence (2020 → ) Réélu pour le mandat 2020-2026 |
| Les données manquantes sont à compléter. |               |                           |           | |

Après la guerre, le maire nommé est M. Deloye, fondateur de l'usine du même nom et dont le siège est situé à Orange. Le secrétaire de mairie M. Leydier et le garde-champêtre (et son clairon) sont les deux seuls employés de la mairie... Le maire suivant est M. Gildas Ferrand. Ancien militaire, il fait la lecture des « morts pour la France » devant tous les enfants des écoles les 11 novembre.[réf. souhaitée]
Viennent ensuite M. Augustin Henry, charcutier qui œuvre route de Camaret puis Mme Mathilde Duffrène, receveuse des PTT de profession, qui effectue deux mandats entre 1977 et 1989. M. Guy Morel lui succède et sera premier magistrat jusqu'en 2001 puis M. Jean Collado pendant sept ans et enfin M. Jacques Buschiazzo pendant un mandat.
Le maire actuel, Julien Merle, dirige la commune depuis 2014.

### Fiscalité
| Taxe                                                | Part communale | Part intercommunale | Part départementale | Part régionale |
| --------------------------------------------------- | -------------- | ------------------- | ------------------- | -------------- |
| Taxe d'habitation (TH)                              | 11,88 %        | 0,00 %              | 7,55 %              | 0,00 %         |
| Taxe foncière sur les propriétés bâties (TFPB)      | 22,74 %        | 0,00 %              | 10,20 %             | 2,36 %         |
| Taxe foncière sur les propriétés non bâties (TFPNB) | 59,50 %        | 0,00 %              | 28,96 %             | 8,85 %         |
| Taxe professionnelle (TP)                           | 00,00 %        | 23,16 %             | 13,00 %             | 3,84 %         |

La part régionale de la taxe d'habitation n'est pas applicable.
La taxe professionnelle est remplacée en 2010 par la cotisation foncière des entreprises (CFE) portant sur la valeur locative des biens immobiliers et par la cotisation sur la valeur ajoutée des entreprises (CVAE) (les deux formant la contribution économique territoriale (CET) qui est un impôt local instauré par la loi de finances pour 2010).

### Intercommunalité
La commune fait partie de la communauté de communes Aygues Ouvèze en Provence. Celle-ci a été créée le 31 décembre 1992.

## Démographie
L'évolution du nombre d'habitants est connue à travers les recensements de la population effectués dans la commune depuis 1793. Pour les communes de moins de 10 000 habitants, une enquête de recensement portant sur toute la population est réalisée tous les cinq ans, les populations de référence des années intermédiaires étant quant à elles estimées par interpolation ou extrapolation. Pour la commune, le premier recensement exhaustif entrant dans le cadre du nouveau dispositif a été réalisé en 2004.

En 2022, la commune comptait 2 896 habitants, en évolution de +11,94 % par rapport à 2016 (Vaucluse : +1,73 %, France hors Mayotte : +2,11 %).
| 1793  | 1800  | 1806  | 1821  | 1831  | 1836  | 1841  | 1846  | 1851  |
| ----- | ----- | ----- | ----- | ----- | ----- | ----- | ----- | ----- |
| 1 039 | 1 068 | 1 084 | 1 160 | 1 213 | 1 259 | 1 342 | 1 410 | 1 571 |

| 1856  | 1861  | 1866  | 1872  | 1876  | 1881  | 1886  | 1891  | 1896  |
| ----- | ----- | ----- | ----- | ----- | ----- | ----- | ----- | ----- |
| 1 715 | 1 785 | 1 753 | 1 665 | 1 551 | 1 371 | 1 296 | 1 181 | 1 168 |

| 1901  | 1906  | 1911  | 1921 | 1926 | 1931 | 1936 | 1946 | 1954 |
| ----- | ----- | ----- | ---- | ---- | ---- | ---- | ---- | ---- |
| 1 160 | 1 202 | 1 034 | 884  | 972  | 995  | 989  | 978  | 963  |

| 1962  | 1968  | 1975  | 1982  | 1990  | 1999  | 2004  | 2006  | 2009  |
| ----- | ----- | ----- | ----- | ----- | ----- | ----- | ----- | ----- |
| 1 033 | 1 194 | 1 488 | 1 975 | 2 069 | 2 254 | 2 362 | 2 425 | 2 393 |

| 2014  | 2019  | 2022  | - | - | - | - | - | - |
| ----- | ----- | ----- | - | - | - | - | - | - |
| 2 474 | 2 853 | 2 896 | - | - | - | - | - | - |

## Économie

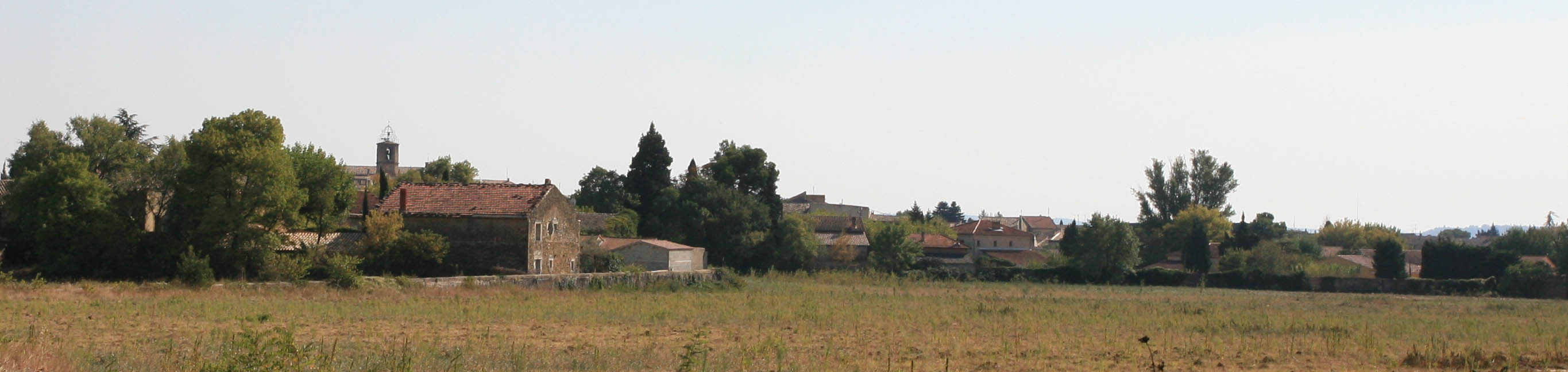
Terroir de Sérignan-du-Comtat.

### Industrie

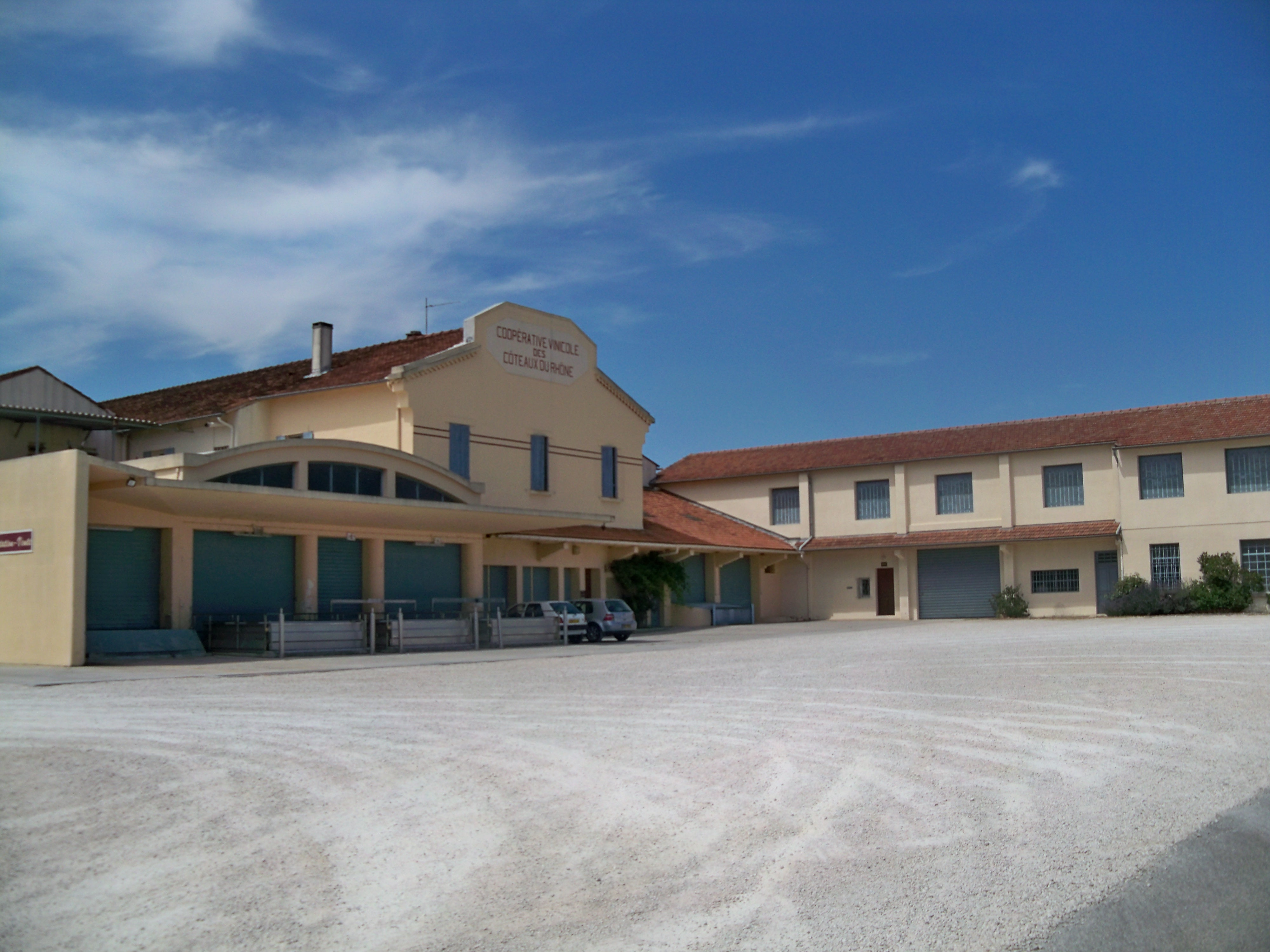
Cave coopérative Les Coteaux du Rhône.

La cave coopérative Les Coteaux du Rhône a été fondée en 1926. En 1950, ce furent le moulin à huile Gras et Peyre (olives et tournesol) ; la minoterie rue des Écoles-de-Filles au pied du Grand-Béal. Toujours dans cette décennie, dans le village, on trouvait de nombreux muriers, l'élevage des vers à soie se pratiquait dans de nombreuses maisons. Marcel Faure du "Casino" les commercialisait.
Une entreprise vit le jour avant guerre, il s'agissait de détartrer les foudres et plus tard les cuves à vin. C'est Alfred Faure, décédé en 1950 qui commença cette activité dans les caves du département. Son fils Jean continua l'affaire, et la Maison Faure est devenue aujourd'hui une de plus grosse entreprise de détartrage d'Europe.

### Tourisme
Trois types de tourisme peuvent clairement être identifiés : le tourisme vert (sentier botanique, etc.), l'œnotourisme et le tourisme culturel. Présence de gîtes / chambres d'hôtes sur la commune.

### Agriculture
Le vignoble d'une partie de la commune produit des vins classés en massif-d'uchaux, l'autre en côtes-du-rhône. Les vins qui ne sont pas en appellation d'origine contrôlée peuvent revendiquer, après agrément, le label vin de pays de la Principauté d'Orange.

### Fiscalité
| Taxe                                                | Part communale | Part Intercommunale | Part départementale | Part régionale |
| --------------------------------------------------- | -------------- | ------------------- | ------------------- | -------------- |
| Taxe d'habitation (TH)                              | 10,91 %        | 1,04 %              | 7,34 %              | 0,00 %         |
| Taxe foncière sur les propriétés bâties (TFPB)      | 20,88 %        | 1,85 %              | 9,91 %              | 2,36 %         |
| Taxe foncière sur les propriétés non bâties (TFPNB) | 54,64 %        | 3,42 %              | 28,14 %             | 8,85 %         |
| Taxe professionnelle (TP)                           | 23,16 %        | 0,70 %              | 12 63 %             | 3,84 %         |

La part régionale de la taxe d'habitation n'est pas applicable.

## Culture et patrimoine

### Culture

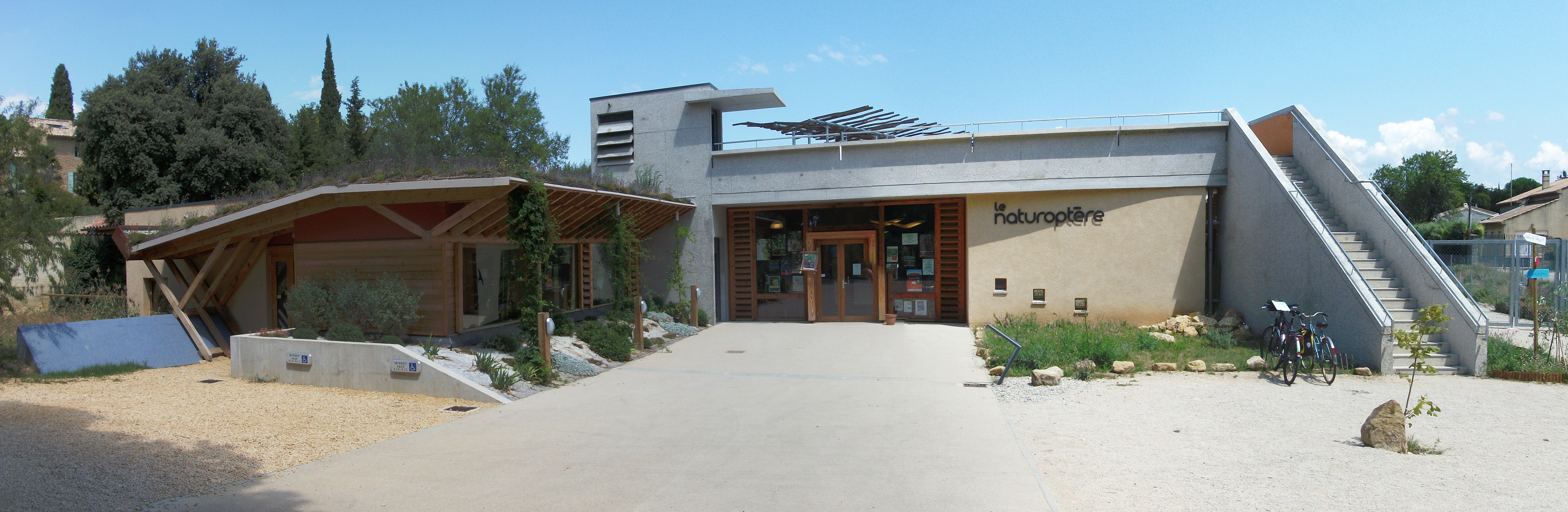
Le Naturoptère.

L'Harmas de Fabre propose de faire découvrir aux visiteurs d'importantes collections botaniques, dont des dessins originaux de Fabre. À côté de l'Harmas, un équipement est ouvert depuis mars 2010, le Naturoptère. Il s'agit d'un lieu consacré à l'observation et la connaissance des insectes et des plantes et de leur Werner environnement sur 1 000 m².
Musée-Atelier Lichtner-Aix. Werner Lichtner-Aix, artiste-peintre allemand né en 1939 à Berlin et décédé en 1987 à Munich, a travaillé entre 1970 et 1987 à Sérignan-du-Comtat. Dès son premier séjour en Provence, il est séduit par la lumière et les couleurs du paysage. Il fait construire (avec sa femme Monique) son atelier au cœur du vieux village. Inauguré en 1989 par la famille du peintre après la mort de celui-ci, le musée a été aménagé dans les lieux mêmes où travaillait l’artiste, et qui sont restés inchangés. Les expositions présentent des œuvres réalisées par Werner Lichtner-Aix entre 1965 et 1987.
Les coups d'humour de la Garance :  Fée-moirire productions et la municipalité de Sérignan-du-comtat vous proposent une programmation mensuelle de spectacles d'humour au centre socio-culturel "La Garance" en partenariat avec France Bleu Vaucluse et le Festival OFF d'Avignon. Ils sont déjà venus : Jeanfi, Yves Pujol, Tano, Mémé Casse-bonbons, Gilles Détroit... et bien d'autres.

### Patrimoine civil
- Fontaine
- Plusieurs lavoirs

Celui du nord, route du Grand-Béal, était alimenté par la « conduite », une source venant d'un peu plus haut que Ratoneau.
Cette conduite donnait l'eau potable ; elle fut désaffectée et remplacée par l'« eau du Rhône »…
- Façades Renaissance
- Remparts
- Maison de Diane de Poitiers

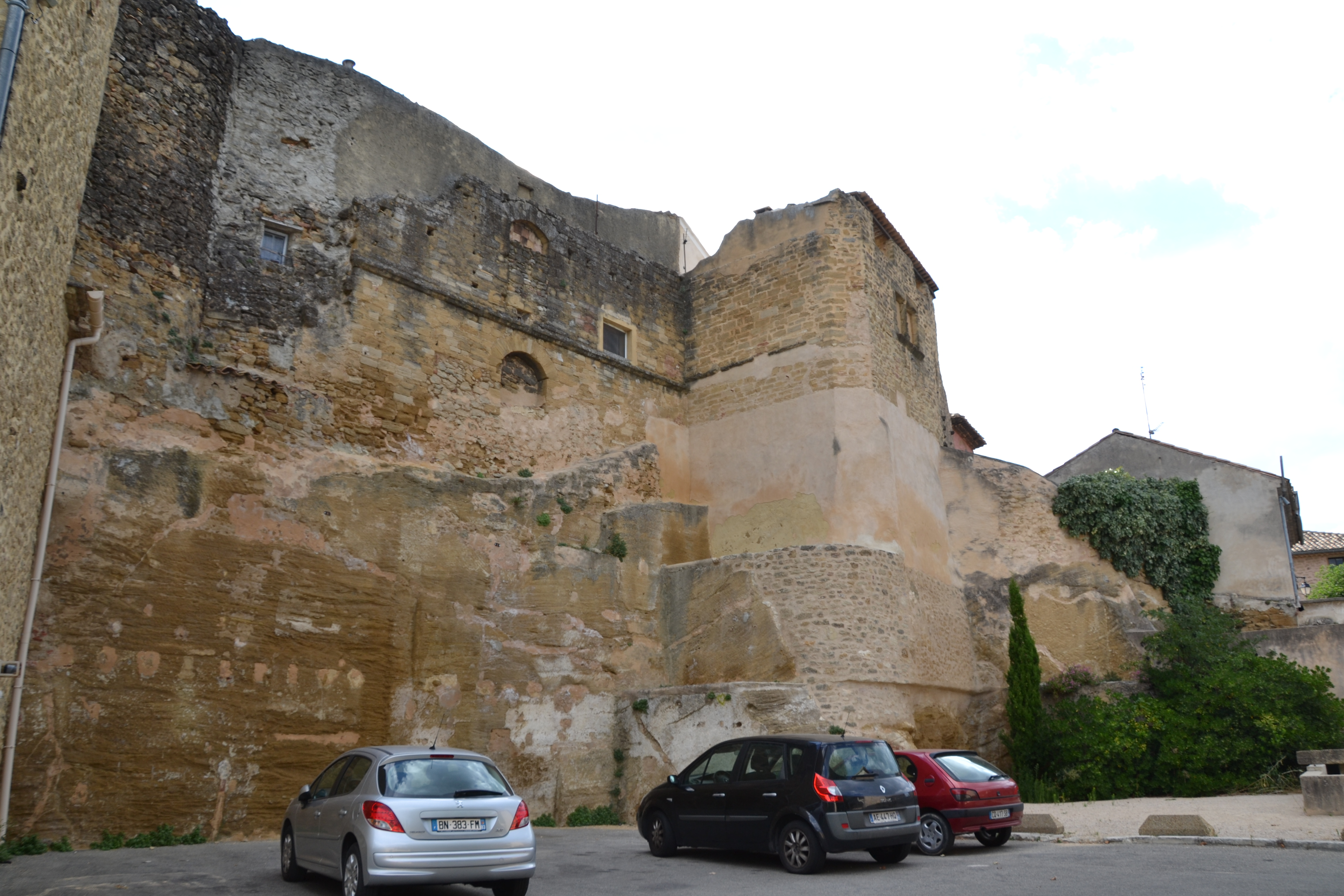
Remparts de Sérignan.
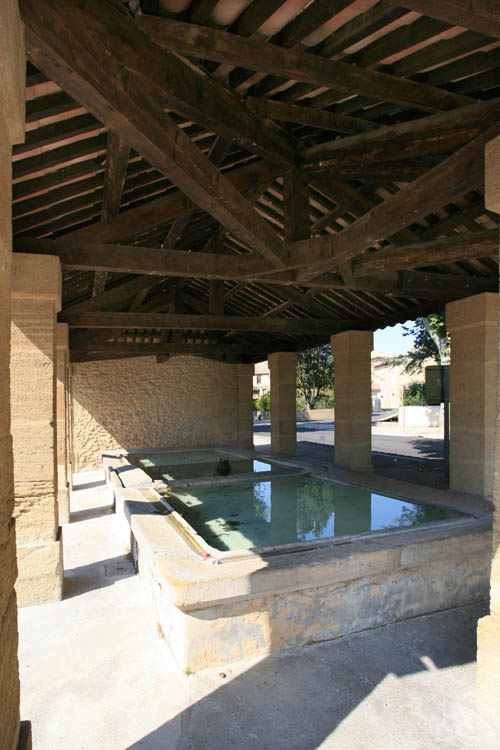
L'un des lavoirs.
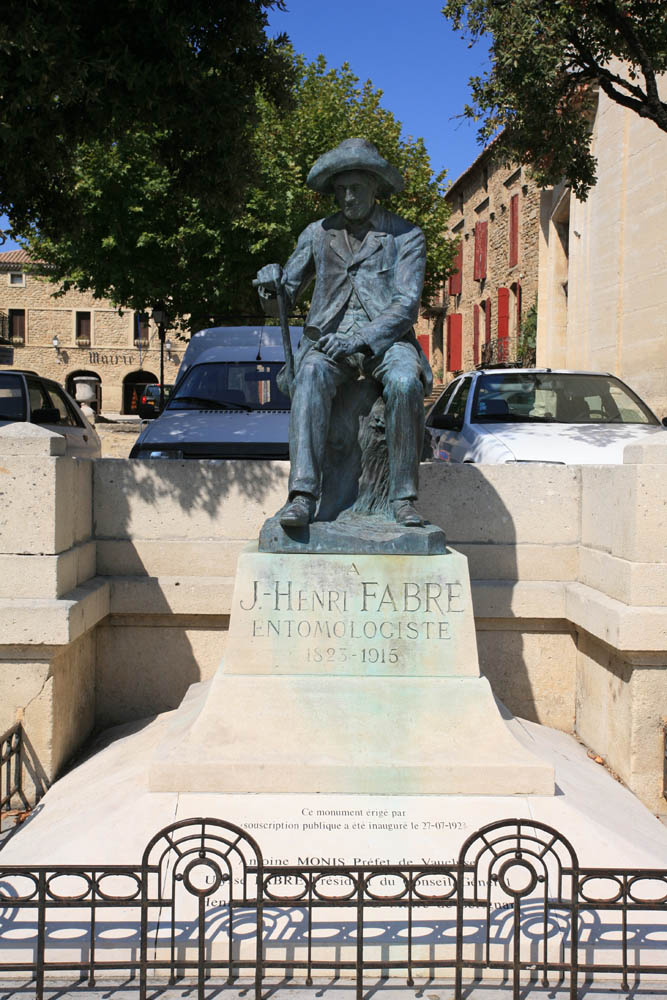
Bronze de Jean-Henri Fabre.
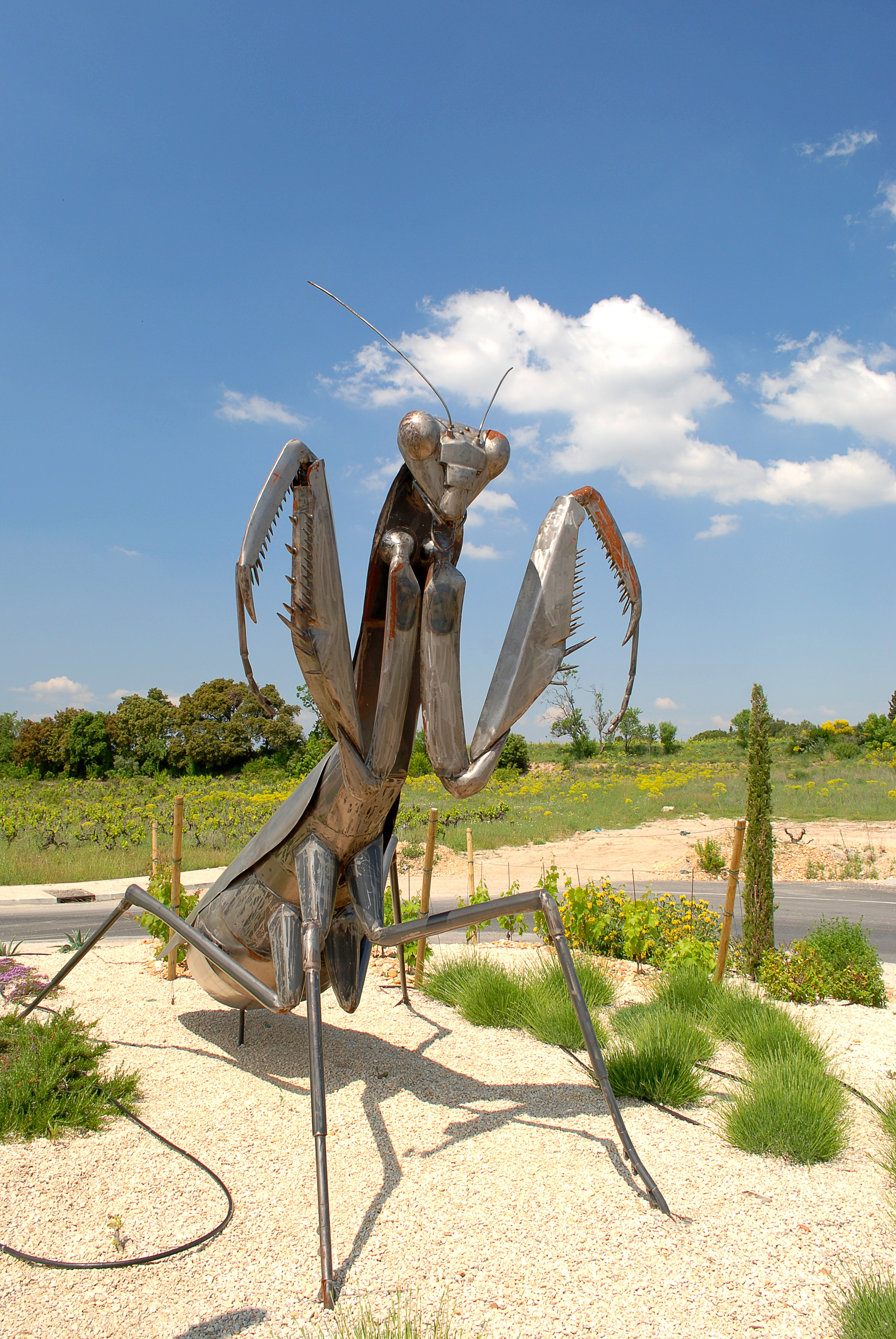
Sculpture de mante religieuse au rond-point à l'entrée du village.

### Patrimoine religieux
L'église Saint-Étienne, au centre historique du village, est un ancien prieuré qui a pris son état actuel en 1765. La chapelle Saint-Marcel, qui dépendait de l'abbaye de Montmajour est actuellement en ruines. Elle comportait trois travées et une abside semi-circulaire. Située un peu à l'extérieur du village, la construction de Notre-Dame-de-la-Tour commença en juin 1887 et fut achevée en mai 1888.

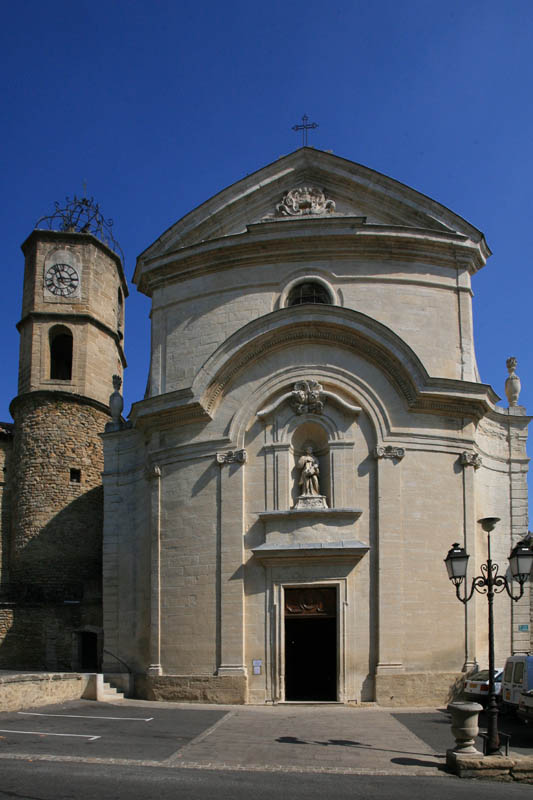
L'église Saint-Étienne, de face
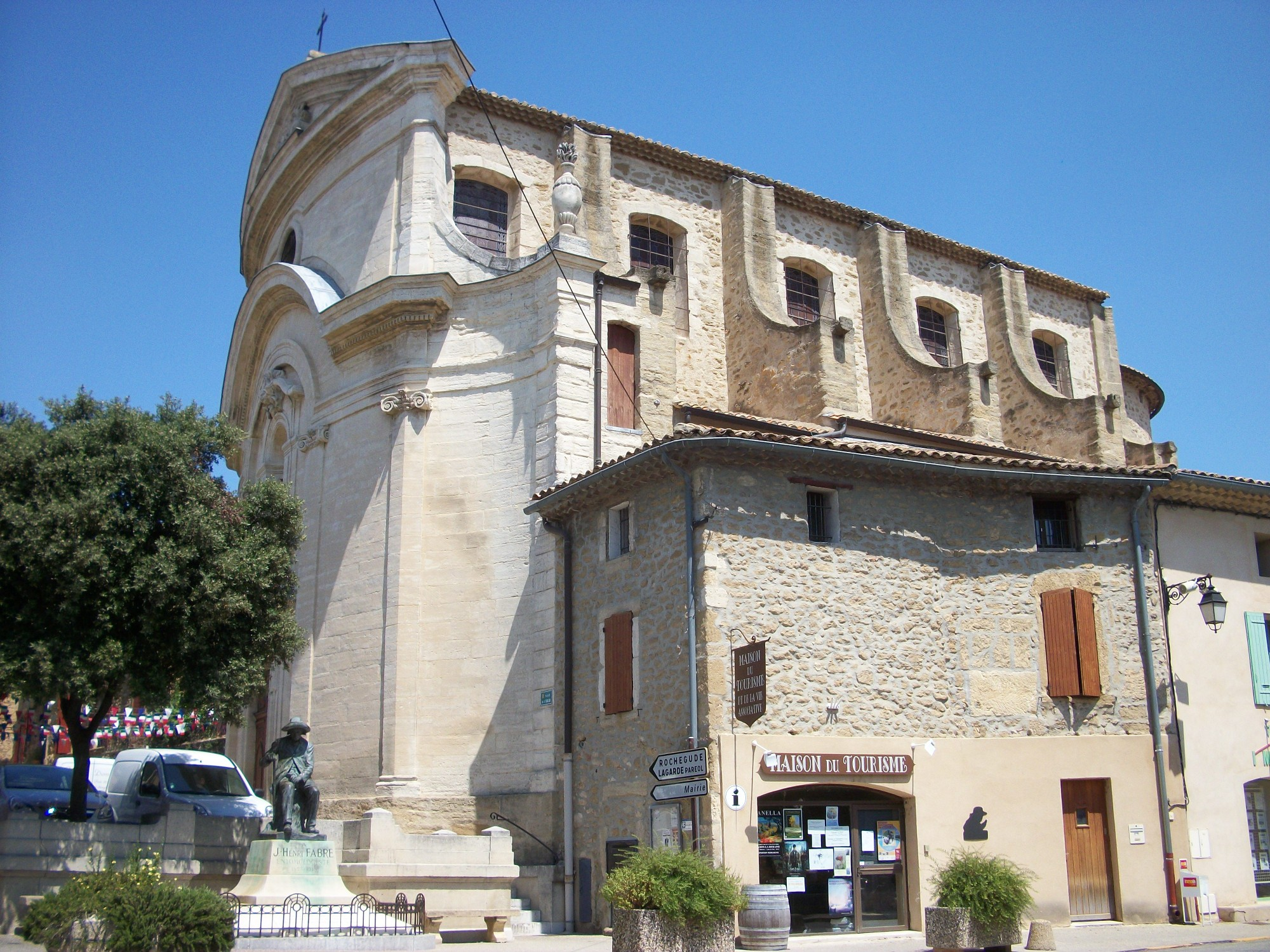
L'église Saint-Étienne
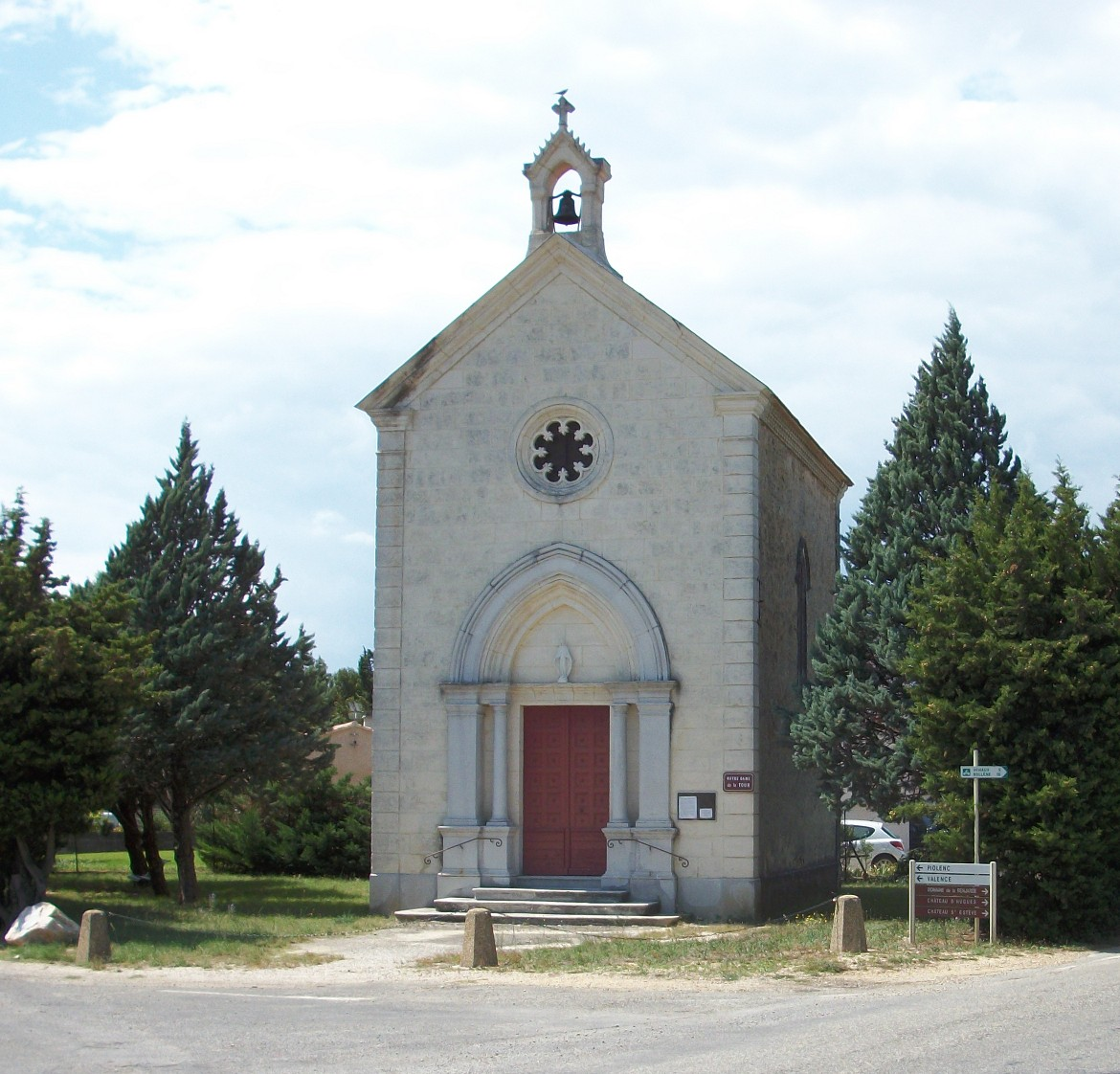
La chapelle Notre-Dame de la Tour

### Patrimoine environnemental
Un sentier botanique au nord du bourg empruntant pour quelque temps le GR de pays du massif d'Uchaux.

## Équipements ou Services

### Enseignement
La commune possède une école primaire publique, Anthony-Réal et de nos jours l'école primaire publique Jean-Henry-Fabre. Ensuite les élèves vont au collège Victor-Schœlcher à Sainte-Cécile-les-Vignes puis au lycée régional polyvalent de l'Arc à Orange.

### Sports
On trouve sur la commune divers équipements pour la pratique du sport : skate park, tennis, football, basket.

### Santé
À la sortie du village, après la poste et sur la gauche se trouvait l'hospice. Il fut plus tard transformé en bains publics.

## Vie locale

### Cultes
La paroisse catholique fait partie du diocèse d'Avignon, doyenné d'Orange Bollène.

### Écologie et recyclage
La collecte et le traitement des déchets des ménages et déchets assimilés, la gestion de l'assainissement collectif, la lutte contre les nuisances sonores, le contrôle de la qualité de l'air et la protection et mise en valeur de l'environnement font partie des compétences de la communauté de communes Aygues Ouvèze en Provence.

## Personnalités
- Diane de Poitiers
- Alexandre César Hilarion de La Perrotine (1767-1859), général, y est né et mort.
- Louis d'Hugues (1799-1886), général, grand-croix de la Légion d'honneur, y est né.
- Jean-Henri Casimir Fabre, né le 21 décembre 1823 à Saint-Léons - Aveyron, décédé le 11 octobre 1915 à Sérignan-du-Comtat, est l'un des plus célèbres entomologistes français. Il y est inhumé.
- Henri Escoffier (1837-1891), journaliste français, rédacteur en chef du Petit Journal en 1873.
- Henri de Dianous de la Perrotine (1845-1881), explorateur, y est né.